# جوليانو تياتينو
جوليانو تياتينو (بالإيطالية: Giuliano Teatino)‏ هي بلدية في مقاطعة كييتي في إقليم أبروتسو الإيطالي.

## السكان
في سنة 1861 بلغ عدد السكان 1٬416 نسمة، وتطور العدد ليصل في سنة 2011 لـ 1٬270 نسمة.
يظهر هذا المخطط البياني تطور النمو السكاني لـ جوليانو تياتينو